# 里斯-马尔可夫-角谷表示定理
在数学中，里斯-马尔可夫-角谷表示定理将局部紧空间上的连续函数空间中的线性泛函与测度论中的测度联系起来。该定理冠名于 Frigyes Riesz （1909） ，其对于单位区间上的连续函数给出了该定理，而 Andrey Markov （1938） 将结果推广到一些非紧空间， Shizuo Kakutani （1941） 则将结果推广到紧豪斯多夫空间。
该定理有许多紧密相关的变体，在这些变体中，线性泛函可能是复值、实值或正值的，作为其定义域的空间可以是单位区间、紧空间或局部紧空间，所涉及的连续函数可能限定为是在无穷远处消失的或紧支撑的，而测度可以是贝尔测度、正则博雷尔测度、 拉东测度、不定号测度或复测度。

## Cc(X)上正线性泛函的表示定理
对于紧支撑复值连续函数空间 {\displaystyle C_{c}(X)} 上的正线性泛函的版本，定理的表述如下：
定理 设 {\displaystyle X} 为局部紧豪斯多夫空间，而 {\displaystyle \psi } 为 {\displaystyle C_{c}(X)} 上的正线性泛函。则 {\displaystyle X} 上存在一个包含所有博雷爾集的Σ-代数 {\displaystyle \Sigma } ，且 {\displaystyle (X,\Sigma )} 上有唯一的正测度 {\displaystyle \mu } 满足
{\displaystyle \psi (f)=\int _{X}f(x)\,d\mu (x),\quad \forall f\in C_{c}(X).}
且还有以下额外性质成立：
- 对于每一个紧子集 {\displaystyle K\subset X} ， {\displaystyle \mu (K)<\infty }
- 每个博雷尔集 {\displaystyle E\in \Sigma } 都是外正则的，也就是说 {\displaystyle \mu (E)=\inf\{\mu (U):E\subseteq U,U{\mbox{ open}}\}}
- 若 {\displaystyle E} 是一开集，或 {\displaystyle E} 是一满足 {\displaystyle \mu (E)<\infty } 的博雷尔集，则 {\displaystyle E} 是内正则的，也就是说 {\displaystyle \mu (E)=\sup\{\mu (K):K\subseteq E,K{\mbox{ compact}}\}}
- {\displaystyle (X,\Sigma ,\mu )} 是完备测度空间

因此，如果 {\displaystyle X} 中的所有开集都是σ-紧的，则 {\displaystyle \mu } 是一个拉东测度。

## C0(X)的连续对偶的表示定理
以下表示定理（同样也被称为里斯-马尔可夫定理），给出了 {\displaystyle C_{0}(X)} 的连续对偶空间的具体实现，其中 {\displaystyle C_{0}(X)} 是 {\displaystyle X} 上的在无穷远处消失的连续函数所构成的集合。
定理 设 {\displaystyle X} 是局部紧的豪斯多夫空间。对于任何 {\displaystyle C_{0}(X)} 上的连续线性泛函 {\displaystyle \psi } ， {\displaystyle X} 上存在唯一的复值正则博雷尔测度 {\displaystyle \mu } 满足
{\displaystyle \psi (f)=\int _{X}f(x)\,d\mu (x),\quad \forall f\in C_{0}(X).}
复值博雷尔测度 {\displaystyle \mu } 称为是正则的，若正测度 {\displaystyle |\mu |} 是正则的，也就是说每个博雷尔集关于 {\displaystyle |\mu |} 都是内正则且外正则的。 {\displaystyle \psi } 的范数作为一个线性泛函来说就是 {\displaystyle \mu } 的总变差 ，其为
{\displaystyle \|\psi \|=|\mu |(X).}
最后，当且仅当测度 {\displaystyle \mu } 是正测度， {\displaystyle \psi } 是一个正线性泛函。
这个结论的有界线性泛函版本，可通过先证明有界线性泛函可以写成正线性泛函的有限线性组合来推出。

## 历史评论
在由 Frigyes Riesz （1909） 提供的原始版本中，此定理表明：对于区间 {\displaystyle [0,1]} 上的连续函数 {\displaystyle f} 所构成的空间 {\displaystyle C([0,1])} ， {\displaystyle C([0,1])} 上的任何连续线性泛函 {\displaystyle A} 都可表示为
{\displaystyle A[f(x)]=\int _{0}^{1}f(x)\,d\alpha (x),}
其中 {\displaystyle \alpha (x)} 是区间 {\displaystyle [0,1]} 上的有界变差函数，积分是黎曼-斯蒂尔杰斯积分。区间上的正则博雷尔测度与有界变差函数之间存在一一对应关系（即，将相应的勒贝格-斯蒂尔切斯测度赋予每个有界变差函数，而对勒贝格-斯蒂尔切斯测度的积分与连续函数的黎曼-斯蒂尔切斯积分一致），于是上述定理推广了里斯的原始表述。 

## 引注
1. ↑  Rudin 1987，第40頁.
2. ↑  Rudin 1987，第48頁.
3. ↑  Gray 1984.